# Adelia oaxacana
Adelia oaxacana är en törelväxtart som först beskrevs av Johannes Müller Argoviensis, och fick sitt nu gällande namn av William Botting Hemsley. Adelia oaxacana ingår i släktet Adelia och familjen törelväxter. Inga underarter finns listade i Catalogue of Life.